# 孙景南
孙景南（1971年11月—），安徽定远人，汉族，中国共产党党员。中华人民共和国产业工人，中车南京浦镇车辆有限公司车体车间电焊工、高级技师，中国中车首席技能专家，第13届、14届全国人民代表大会江苏地区代表，2021年度全国三八红旗手。

## 生平
1990年，孙景南从职高油漆专业毕业后到浦镇车辆厂实习，其间偶然看到一名电焊工人作业时受到触动，且因当时厂方急需电焊工人，便开始从事电焊工作，成为当时少有的女焊工，1991年即在浦厂技能比武中斩获第一名。
2000年，孙景南被派到法国阿尔斯通公司接受铝合金车厢焊接工艺的培训，其后成为上海明珠线首列试制车的主要焊接人员，凭自己的焊接技术获得了法国专家的信赖。此后，孙景南逐渐摸索出一套B级焊缝焊接技术，完成工艺评定89项，填补了浦镇厂在铝合金焊接领域的空白。2010年，浦镇公司承接和谐号CRH6型电力动车组项目，选派至四方厂学习高铁动车焊接技术的30名电焊工无一通过第一轮考试，孙景南为此临危受命，连夜赶往青岛指导焊工，回到浦镇后又建议厂方购置与四方厂相同的焊接设备，练习两个月后，孙景南指导的焊工全部通过考试，从而保障了该型车的全面投产。2012年，浦镇公司成立孙景南劳模创新工作室，定期对焊工进行技术培训。
2018年2月24日，当选为第十三届全国人大代表。2023年2月，当选为第十四届全国人大代表。